# Culoare terțiară

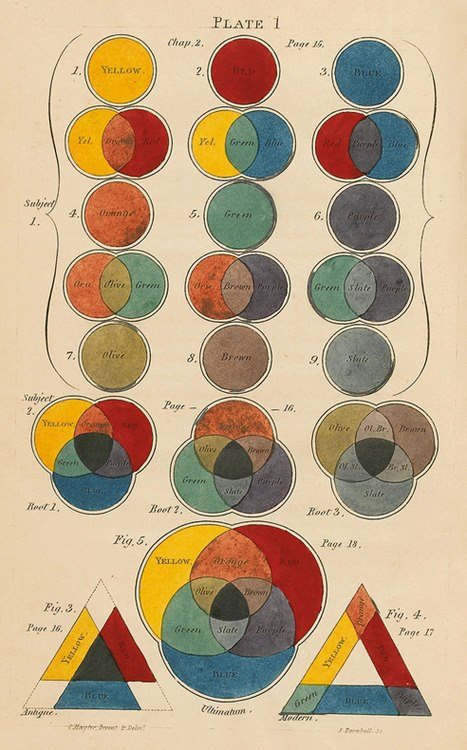
Pagină din Un nou tratat practic asupra celor trei culori primitive asumate ca un sistem perfect de informații rudimentare de Charles Hayter.

O culoare terțiară sau culoare intermediară este o culoare realizată prin amestecarea părților egale ale unei culori primare și a unei culori secundare.
Culorile terțiare au denumiri generale, un set de nume pentru cercul cromatic RGB și un set diferit pentru cercul cromatic RYB. Aceste nume sunt prezentate mai jos.
O altă definiție a culorii terțiare este oferită de teoreticieni ai culorilor precum Moses Harris  și Josef Albers, care sugerează că aceste culori terțiare sunt create prin amestecarea perechilor de culori secundare: portocaliu-verde, verde-violet, violet-portocaliu sau prin amestecarea culorilor complementare. Această abordare a culorii terțiare se referă în mod specific la culoare sub formă de vopsele, pigmenți și coloranți.

## Culori primare, secundare și terțiare RGB sau CMY

Culori primare, secundare și terțiare ale cercului cromatic RGB (CMY).

Culorile primare dintr-o roată de culori RGB sunt: roșu, verde și albastru, deoarece acestea sunt cele trei culori aditive – culorile primare ale luminii. Culorile secundare din cercul cromatic RGB sunt: cyan, magenta și galben, deoarece acestea sunt cele trei culori sustractive – culorile primare ale pigmentului.
Numele de culori terțiare utilizate în descrierile sistemelor RGB (sau echivalent CMYK ) sunt prezentate mai jos.
| cyan     | (●) | + | albastru | (●) | = | azur            | (●) |
| albastru | (●) | + | magenta  | (●) | = | violet          | (●) |
| magenta  | (●) | + | roșu     | (●) | = | trandafiriu     | (●) |
| roșu     | (●) | + | galben   | (●) | = | portocaliu      | (●) |
| galben   | (●) | + | verde    | (●) | = | chartreuse      | (●) |
| verde    | (●) | + | cyan     | (●) | = | verde primăvară | (●) |

### Termeni de culoare terțiară, cuaternară și cvinarie
Termenii pentru culorile terțiare RGB nu sunt stabiliți. Numele celor douăsprezece culori cuaternare sunt variabile, dacă există, deși indigo și stacojiu sunt standard pentru albastru-violet și roșu-vermilion.
| galben          |
| portocaliu      |
| roșu            |
| trandafiriu     |
| magenta         |
| violet          |
| albastru        |
| azur            |
| cyan            |
| verde primăvară |
| verde           |
| chartreuse      |
| galben          |

| galben          |
| chihlimbar      |
| portocaliu      |
| vermilion       |
| roșu            |
| crimson         |
| trandafiriu     |
| cireșiue        |
| magenta         |
| purpuriu        |
| violet          |
| indigo          |
| albastru        |
| cerulean        |
| azur            |
| capri           |
| cyan            |
| acvamarin       |
| verde primăvară |
| erin            |
| verde           |
| arlechin        |
| chartreuse      |
| lime            |
| galben          |

| galben             |
| galben auriu       |
| chihlimbar         |
| coajă de portocală |
| portocaliu         |
| curmal japonez     |
| vermilion          |
| stacojiu           |
| roșu               |
| amaranth           |
| crimson            |
| zmeuriu            |
| trandafiriu        |
| roz profund        |
| cireșiu            |
| fuchsia            |
| magenta            |
| phlox              |
| purple             |
| ametist            |
| violet             |
| veronica           |
| indigo             |
| iris               |
| albastru           |
| safir              |
| cerulean           |
| cobalt             |
| azur               |
| albăstea           |
| capri              |
| cer senin          |
| cyan               |
| turcoaz            |
| acvamarin          |
| mentă              |
| verde primăvară    |
| smarald            |
| erin               |
| jad                |
| verde              |
| verde neon         |
| arlechin           |
| verde murdar       |
| chartreuse         |
| mugur de primăvară |
| lime               |
| lămâiu             |
| galben             |

## Pictură tradițională (RYB)

Cerc cromatic RYB.

Culorile primare din cercul cromatic RYB sunt: roșu, galben și albastru. Culorile secundare – portocaliu, verde și purpuriu – sunt realizate prin combinarea culorilor primare.
În sistemul roșu-galben-albastru, așa cum este utilizat în pictura tradițională și designul interior, culorile terțiare sunt denumite în mod obișnuit prin combinarea numelor primare și secundare adiacente.
| roșu       | (●) | + | portocaliu | (●) | = | vermilion (roșu-portocaliu)      | (●) |
| portocaliu | (●) | + | galben     | (●) | = | chihlimbar (galben-portocaliu)   | (●) |
| galben     | (●) | + | verde      | (●) | = | chartreuse (galben-verde)        | (●) |
| verde      | (●) | + | albastru   | (●) | = | verde-albăstrui (albastru-verde) | (●) |
| albastru   | (●) | + | purpuriu   | (●) | = | violet (albastru-purpuriu)       | (●) |
| purpuriu   | (●) | + | roșu       | (●) | = | magenta (roșu-purpuriu)          | (●) |

### Termeni pentru culori terțiare și cuaternare
Termenii pentru culorile terțiare RYB nu sunt stabiliți. Pentru cele șase nuanțe RYB intermediare între culorile primare și secundare RYB: chihlimbar/ galbenele (galben-portocaliu), vermilion/cinabru (roșu-portocaliu), magenta (roșu-purpuriu), violet (albastru-purpuriu), verde-albăstrui/aqua (albastru-verde) și chartreuse/verde lime (galben–verde) sunt frecvent întâlnite. Denumirile celor douăsprezece culori cuaternare sunt mai variabile, dacă există, deși indigo și stacojiu sunt standard pentru albastru-violet și roșu-vermilion.
Într-un alt sens, o culoare terțiară se obține prin amestecarea pigmenților de culoare secundară. Aceste trei culori sunt: roșcat (portocaliu-purpuriu), ardezie (violet-verde) și citron (verde-portocaliu), cu cele trei culori cuaternare corespunzătoare: prună (roșcat-ardeziu), salvie (ardeziu-citron), bubalin (citron-roșcat) (cu măsliniu folosit uneori fie pentru ardezie, fie pentru citron). Dincolo de acestea se află nuanțele de gri (gri-albastru și gri-maro), care se apropie, dar nu ajung niciodată complet la negru.
Terminologia de culoare RYB prezentată mai sus și în probele de culoare prezentate mai jos este derivată în cele din urmă din cartea Chromatography din 1835, o analiză a cercului cromatic RYB de către George Field, un chimist specializat în pigmenți și coloranți.
| galben     |
| portocaliu |
| roșu       |
| purpuriu   |
| albastru   |
| verde      |
| galben     |

| portocaliu |
| roșcat     |
| purpuriu   |
| ardezie    |
| verde      |
| citron     |
| portocaliu |

| roșcat  |
| prună   |
| ardezie |
| salvie  |
| citron  |
| bubalin |
| roșcat  |

| prună   |
| cafea   |
| salvie  |
| kaki    |
| bubalin |
| arămiu  |
| prună   |

| galben          |
| amber           |
| portocaliu      |
| vermilion       |
| roșu            |
| magenta         |
| purpuriu        |
| violet          |
| albastru        |
| albastru-verzui |
| verde           |
| chartreuse      |
| galben          |

| galben             |
| galben auriu       |
| chihlimbar         |
| coajă de portocală |
| portocaliu         |
| curmal japonez     |
| vermilion          |
| stacojiu           |
| roșu               |
| crimson            |
| magenta            |
| aubergine          |
| purpuriu           |
| ametist            |
| violet             |
| indigo             |
| albastru           |
| cerulean           |
| albastru-verzui    |
| viridian           |
| verde              |
| măr verde          |
| chartreuse         |
| lămâie-lime        |
| galben             |

## Compararea cercurilor RGB și RYB
Spre deosebire de cercul cromatic RGB (CMY), cercul cromatic RYB nu are nici o bază științifică. Cercul cromatic RYB a fost inventat cu secole înainte de anii 1890, când s-a constatat prin experiment că magenta, galbenul și cyanul sunt culorile primare ale pigmentului, și nu roșu, galben și albastru.
Cercul cromatic RGB (CMY) a înlocuit în mare măsură cercul tradițional de culori RYB, deoarece este posibil să se afișeze culori mult mai luminoase și mai saturate folosind culorile primare și secundare ale cercului cromatic RGB (CMY). În terminologia teoriei culorii, spațiul de culoare RGB (spațiul de culoare CMY) are o gamă de culori mult mai mare decât spațiul de culoare RYB.